# Elizabeth Lail
Elizabeth Dean Lail (Williamson County, 25 marzo 1992) è un'attrice statunitense.

## Biografia
Nata in Texas da Dean Franklin Lail e Kay Lurene Surratt, lontana discendente dell'agente segreto John Surratt, ha una sorella di nome Kathryn Dean Lail. Da bambina, si trasferisce ad Asheboro, nel North Carolina, dove i suoi antenati vissero. Si laurea nel maggio 2014 alla University of North Carolina School of the Arts.
Nel 2011 partecipa ad alcuni cortometraggi, per poi trasferirsi a New York, dove poco dopo la laurea ottiene il suo primo ruolo importante, quello di Anna nella serie C'era una volta. Due anni dopo, insieme ad Elizabeth Mitchell, sua collega nella serie di debutto, interpreta il ruolo di Amy in Dead of Summer, prodotta dagli stessi autori della serie del mondo delle favole. Nel 2017 ottiene il ruolo della protagonista femminile nella serie televisiva thriller You. Nel 2023 ottiene il ruolo di Vanessa Shelly nel film Five Nights at Freddy's.

## Filmografia

### Attrice

#### Cinema
- Countdown, regia di Justin Dec (2019)
- Mack & Rita, regia di Katie Aselton (2022)
- Five Nights at Freddy's, regia di Emma Tammi (2023)
- Five Nights at Freddy's 2, regia di Emma Tammi (2025)

#### Televisione
- C'era una volta (Once Upon a Time) – serie TV, 10 episodi (2014)
- Dead of Summer – serie TV, 10 episodi (2016)
- The Blacklist – serie TV, episodio 4x12 (2017)
- The Good Fight – serie TV, episodio 2x11 (2018)
- You – serie TV, 15 episodi (2018-2025)
- Gossip Girl – serie TV, 5 episodi (2021)
- Ordinary Joe – serie TV, 13 episodi (2021-2022)

#### Cortometraggi
- Model Airplane (2011)
- Without (2014)
- Unintended (2018)

## Doppiatrici italiane
Nelle versioni in italiano delle opere in cui ha recitato, Elizabeth Lail è stata doppiata da:
- Chiara Oliviero in Countdown, Ordinary Joe,  Five Nights At Freddy's, Five Nights At Freddy's 2
- Serena Rossi in C'era una volta
- Marzia Dal Fabbro in The Good Fight
- Valentina Favazza in You
- Federica De Bortoli in Gossip Girl
- Valentina Perrella in Mack e Rita